# 苍蓬腿蜂鸟
苍蓬腿蜂鸟（学名：[Haplophaedia lugens] 错误：{{Lang}}：文本有斜体标记（帮助）），是雨燕目蜂鸟科的一种鸟类。
苍蓬腿蜂鸟体重约6.9克，翼长约64.5毫米，嘴峰长约19.2毫米，喙宽度约2.1毫米，喙厚度约1.9毫米，跗蹠长约7.6毫米，尾长约41.2毫米。苍蓬腿蜂鸟在其分布区内为留鸟，其栖息在密集的高大树木组成的森林中，食性为草食性，主要食物来源是植物的花蜜。
苍蓬腿蜂鸟分布于哥伦比亚西南部纳里尼奥省和厄瓜多尔西北部的太平洋沿岸地区。该物种是单型物种，没有亚种分化。